# عبدالحکیم منیب
مولوی عبدالحکیم منیب (زاده ۱۹۷۱ ولایت پکتیا) یک سیاستمدار افغانستانی است. در سال ۲۰۱۸ وی به‌عنوان سرپرست وزارت ارشاد، حج و اوقاف افغانستان معرفی و منصوب گردید. منیب وزیر سرحدات و قبایل افغانستان در زمان حکومت طالبان بود و در فهرست سیاه سازمان ملل قرار داشت. نام او در سال ۲۰۱۰ از این فهرست خارج شد. مولوی منیب از ۱۸ مارچ ۲۰۰۶ تا آگوست ۲۰۰۷ به‌عنوان والی ولایت اروزگان خدمت کرده‌است و لیسانس رشته شرعیات را دارد.